# Марина Лазаровська
Марина Лазаровська (нар. 29 липня 1978) — колишня північномакедонська тенісистка.
Найвищу одиночну позицію світового рейтингу — 362 місце досягла 25 вересня 2000, парну — 302 місце — 30 серпня 1999 року.
Здобула 3 одиночні та 8 парних титулів туру ITF.
Завершила кар'єру 2003 року.

## Фінали ITF

### Одиночний розряд (3–2)
| Легенда          |
| ---------------- |
| Турніри $100,000 |
| Турніри $75,000  |
| Турніри $50,000  |
| Турніри $25,000  |
| Турніри $10,000  |

| Фінали за покриттям |
| ------------------- |
| Тверде (0–0)        |
| Ґрунт (3–2)         |
| Трава (0–0)         |
| Килим (0–0)         |

| Результат | Ранг | Дата            | Місце                        | Покриття | Суперниця       | Рахунок                 |
| --------- | ---- | --------------- | ---------------------------- | -------- | --------------- | ----------------------- |
| Перемога  | 1.   | 28 квітня 1997  | Софія, Болгарія              | Ґрунт    | Alida Gallovits | 3–6, 7–6(7–5), 7–6(7–4) |
| Поразка   | 1.   | 15 березня 1999 | Петруполі, Греція            | Ґрунт    | Адрієнн Хегюдюш | 5–7, 3–6                |
| Перемога  | 2.   | 24 травня 1999  | Мерсін, Туреччина            | Ґрунт    | Silvia Hegedis  | 7–5, 0–6, 7–6(9–7)      |
| Перемога  | 3.   | 27 вересня 1999 | Скоп'є, Республіка Македонія | Ґрунт    | Б'янка Кампер   | 6–2, 6–2                |
| Поразка   | 2.   | 17 квітня 2000  | Filothei, Греція             | Ґрунт    | Адрієнн Хегюдюш | 6–7(2–7), 1–6           |

### Парний розряд (8–6)
| Легенда          |
| ---------------- |
| Турніри $100,000 |
| Турніри $75,000  |
| Турніри $50,000  |
| Турніри $25,000  |
| Турніри $10,000  |

| Фінали за покриттям |
| ------------------- |
| Тверде (1–0)        |
| Ґрунт (6–5)         |
| Трава (0–0)         |
| Килим (1–1)         |

| Результат | Ранг | Дата              | Місце                        | Покриття  | Партнерка           | Суперниці                                 | Рахунок       |
| --------- | ---- | ----------------- | ---------------------------- | --------- | ------------------- | ----------------------------------------- | ------------- |
| Поразка   | 1.   | 22 травня 1995    | Зальцбург, Австрія           | Ґрунт     | Тяша Єзерник        | Коріна Мораріу Аартхі Венкатесан          | w/o           |
| Поразка   | 2.   | 20 листопада 1995 | Гавр, Франція                | Ґрунт (i) | Драгана Зарич       | Маркета Штускова Патріція Вартуш          | 4–6, 5–7      |
| Перемога  | 1.   | 4 березня 1996    | Бухен, Німеччина             | Килим (i) | Драгана Зарич       | Ліза Фріц Katerina Tikhankina             | 6–4, 4–6, 6–4 |
| Поразка   | 3.   | 27 травня 1996    | Скоп'є, Республіка Македонія | Ґрунт     | Катарина Мишич      | Галина Димитрова Антоанета Пандєрова      | 4–6, 0–6      |
| Перемога  | 2.   | 28 квітня 1997    | Софія, Болгарія              | Ґрунт     | Теодора Недева      | Marina Caiazzo Катарина Мишич             | 6–4, 6–2      |
| Поразка   | 4.   | 24 серпня 1998    | Скіатос, Греція              | Килим     | Тетяна Пучек        | Елені Даніліду Еваґелія Руссі             | 6–3, 4–6, 2–6 |
| Перемога  | 3.   | 5 жовтня 1998     | Orestiada, Греція            | Тверде    | Юлія Адльбрехт      | Антоанета Пандєрова Міра Лорелей Раду     | 6–0, 6–4      |
| Поразка   | 5.   | 24 травня 1999    | Мерсін, Туреччина            | Ґрунт     | Денізе Гофер        | Daniela Cocos Adriana Mingireanu          | 5–7, 6–7(4–7) |
| Перемога  | 4.   | 2 серпня 1999     | Бухарест, Румунія            | Ґрунт     | Міхаела Модован     | Ралука Чокіне Adriana Mingireanu          | 6–1, 6–2      |
| Перемога  | 5.   | 16 серпня 1999    | Бухарест, Румунія            | Ґрунт     | Міхаела Модован     | Йоана Гашпар Carmen Raluca Tibuleac       | 3–2 ret.      |
| Перемога  | 6.   | 27 вересня 1999   | Скоп'є, Республіка Македонія | Ґрунт     | Ліляна Манушевич    | Рамона Бут Йоана Гашпар                   | 6–4, 5–7, 6–3 |
| Перемога  | 7.   | 4 червня 2000     | Скоп'є, Республіка Македонія | Ґрунт     | Катарина Мишич      | Ліляна Манушевич Биляна Павлова-Димитрова | 7–6(8–6), 6–3 |
| Перемога  | 8.   | 12 червня 2000    | Анкара, Туреччина            | Ґрунт     | Мервана Югич-Салкич | Калина Діанкова Іпек Шенолу               | 6–2, 0–6, 6–4 |
| Поразка   | 6.   | 13 серпня 2001    | Коксейде, Бельгія            | Ґрунт     | Єлена Панджич       | Ленка Снайдрова Александра Срндович       | 2–6, 4–6      |

## Участь у Кубку Федерації

### Одиночний розряд
| Розіграш     | Раунд             | Дата            | Місце                   | Супротивник                                   | Покриття | Суперниця            | W/L | Рахунок       |
| ------------ | ----------------- | --------------- | ----------------------- | --------------------------------------------- | -------- | -------------------- | --- | ------------- |
| 1996 Fed Cup | E/A Zone Group II | 26 березня 1996 | Рамат-га-Шарон, Ізраїль | Zimbabwe                                      | Тверде   | Джулія М'юр          | L   | 1–6, 2–6      |
| 1996 Fed Cup | E/A Zone Group II | 27 березня 1996 | Рамат-га-Шарон, Ізраїль | Люксембург                                    | Тверде   | Анна Кремер          | L   | 3–6, 6–7(2–7) |
| 1996 Fed Cup | E/A Zone Group II | 28 березня 1996 | Рамат-га-Шарон, Ізраїль | Ізраїль                                       | Тверде   | Анна Смашнова        | L   | 1–6, 1–6      |
| 1998 Fed Cup | E/A Zone Group II | 6 травня 1998   | Манавгат, Туреччина     | Ліхтенштейн                                   | Ґрунт    | Анґеліка Шедлер      | W   | 6–0, 6–1      |
| 1998 Fed Cup | E/A Zone Group II | 7 травня 1998   | Манавгат, Туреччина     | Ботсвана                                      | Ґрунт    | Mmaphala Letsatle    | W   | 6–1, 6–1      |
| 1998 Fed Cup | E/A Zone Group II | 8 травня 1998   | Манавгат, Туреччина     | Egypt                                         | Ґрунт    | Marwa El Wany        | W   | 5–0 ret.      |
| 1998 Fed Cup | E/A Zone Group II | 9 травня 1998   | Манавгат, Туреччина     | Finland                                       | Ґрунт    | Ганна-Катрі Аалто    | W   | 6–3, 7–6(7–1) |
| 1999 Fed Cup | E/A Zone Group II | 26 квітня 1999  | Мурсія, Іспанія         | Туреччина                                     | Ґрунт    | Ґюльберк Ґюльтекін   | W   | 6–2, 6–2      |
| 1999 Fed Cup | E/A Zone Group II | 27 квітня 1999  | Мурсія, Іспанія         | Ireland                                       | Ґрунт    | Келлі Лігган         | L   | 4–6, 2–3 ret. |
| 2000 Fed Cup | E/A Zone Group II | 28 березня 2000 | Ешторіл, Португалія     | Mauritius                                     | Ґрунт    | Corinne Ng Tung Hing | W   | 6–0, 6–1      |
| 2000 Fed Cup | E/A Zone Group II | 29 березня 2000 | Ешторіл, Португалія     | Malta                                         | Ґрунт    | Helen Asciak         | W   | 7–5, 6–0      |
| 2000 Fed Cup | E/A Zone Group II | 31 березня 2000 | Ешторіл, Португалія     | Kenya                                         | Ґрунт    | Evelyn Otula         | W   | 6–0, 6–0      |
| 2000 Fed Cup | E/A Zone Group II | 1 квітня 2000   | Ешторіл, Португалія     | Ireland                                       | Ґрунт    | Івонн Дойл           | W   | 6–2, 6–4      |
| 2001 Fed Cup | E/A Zone Group I  | 24 квітня 2001  | Мурсія, Іспанія         | Збірна Нідерландів з тенісу в Кубку Федерації | Ґрунт    | Аманда Гопманс       | L   | 1–6, 1–6      |
| 2001 Fed Cup | E/A Zone Group I  | 25 квітня 2001  | Мурсія, Іспанія         | Югославія                                     | Ґрунт    | Сандра Начук         | L   | 2–6, 2–6      |
| 2001 Fed Cup | E/A Zone Group I  | 26 квітня 2001  | Мурсія, Іспанія         | Poland                                        | Ґрунт    | Анна Бєлень-Жарська  | L   | 1–6, 0–6      |

### Парний розряд
| Розіграш     | Раунд             | Дата            | Місце                   | Супротивник                                   | Покриття | Партнерка        | Суперниці                            | W/L | Рахунок       |
| ------------ | ----------------- | --------------- | ----------------------- | --------------------------------------------- | -------- | ---------------- | ------------------------------------ | --- | ------------- |
| 1996 Fed Cup | E/A Zone Group II | 26 березня 1996 | Рамат-га-Шарон, Ізраїль | Zimbabwe                                      | Тверде   | Irena Mihailova  | Паула Іверсен Джулія М'юр            | L   | 4–6, 3–6      |
| 1996 Fed Cup | E/A Zone Group II | 28 березня 1996 | Рамат-га-Шарон, Ізраїль | Ізраїль                                       | Тверде   | Irena Mihailova  | Наталі Кахана Ципора Обзилер         | L   | 3–6, 2–6      |
| 1996 Fed Cup | E/A Zone Group II | 29 березня 1996 | Рамат-га-Шарон, Ізраїль | Естонія                                       | Тверде   | Irena Mihailova  | Helene Holter Хелен Лаупа            | W   | 6–3, 6–4      |
| 1998 Fed Cup | E/A Zone Group II | 6 травня 1998   | Манавгат, Туреччина     | Ліхтенштейн                                   | Ґрунт    | Biljana Trpeska  | Jeannine Niedhardt Sidonia Wolfinger | W   | 6–4, 6–0      |
| 1998 Fed Cup | E/A Zone Group II | 7 травня 1998   | Манавгат, Туреччина     | Ботсвана                                      | Ґрунт    | Elena Manevska   | Mmaphala Letsatle Razalia Phethu     | W   | 6–0, 6–2      |
| 1998 Fed Cup | E/A Zone Group II | 9 травня 1998   | Манавгат, Туреччина     | Finland                                       | Ґрунт    | Biljana Trpeska  | Нанне Дальман Лінда Янссон           | L   | 6–1, 5–7, 2–6 |
| 1999 Fed Cup | E/A Zone Group II | 26 квітня 1999  | Мурсія, Іспанія         | Туреччина                                     | Ґрунт    | Elena Manevska   | Дуйґу Акшит Оал Ґюльберк Ґюльтекін   | L   | 1–6, 5–7      |
| 2000 Fed Cup | E/A Zone Group II | 31 березня 2000 | Ешторіл, Португалія     | Kenya                                         | Ґрунт    | Biljana Dimovska | Christine Lukalo Florence Mbugua     | W   | 6–0, 6–2      |
| 2000 Fed Cup | E/A Zone Group II | 1 квітня 2000   | Ешторіл, Португалія     | Ireland                                       | Ґрунт    | Biljana Dimovska | Івонн Дойл Келлі Лігган              | W   | 6–3, 6–2      |
| 2001 Fed Cup | E/A Zone Group I  | 24 квітня 2001  | Мурсія, Іспанія         | Збірна Нідерландів з тенісу в Кубку Федерації | Ґрунт    | Biljana Dimovska | Крісті Богерт Міріам Ореманс         | L   | 0–6, 0–6      |
| 2001 Fed Cup | E/A Zone Group I  | 25 квітня 2001  | Мурсія, Іспанія         | Югославія                                     | Ґрунт    | Suzi Becvinovska | Катарина Мишич Драгана Зарич         | L   | 1–6, 1–6      |